# Forelius mccooki
Forelius mccooki är en myrart som först beskrevs av Mccook 1879.  Forelius mccooki ingår i släktet Forelius och familjen myror.

## Underarter
Arten delas in i följande underarter:
- F. m. kieferi
- F. m. mccooki

## Bildgalleri

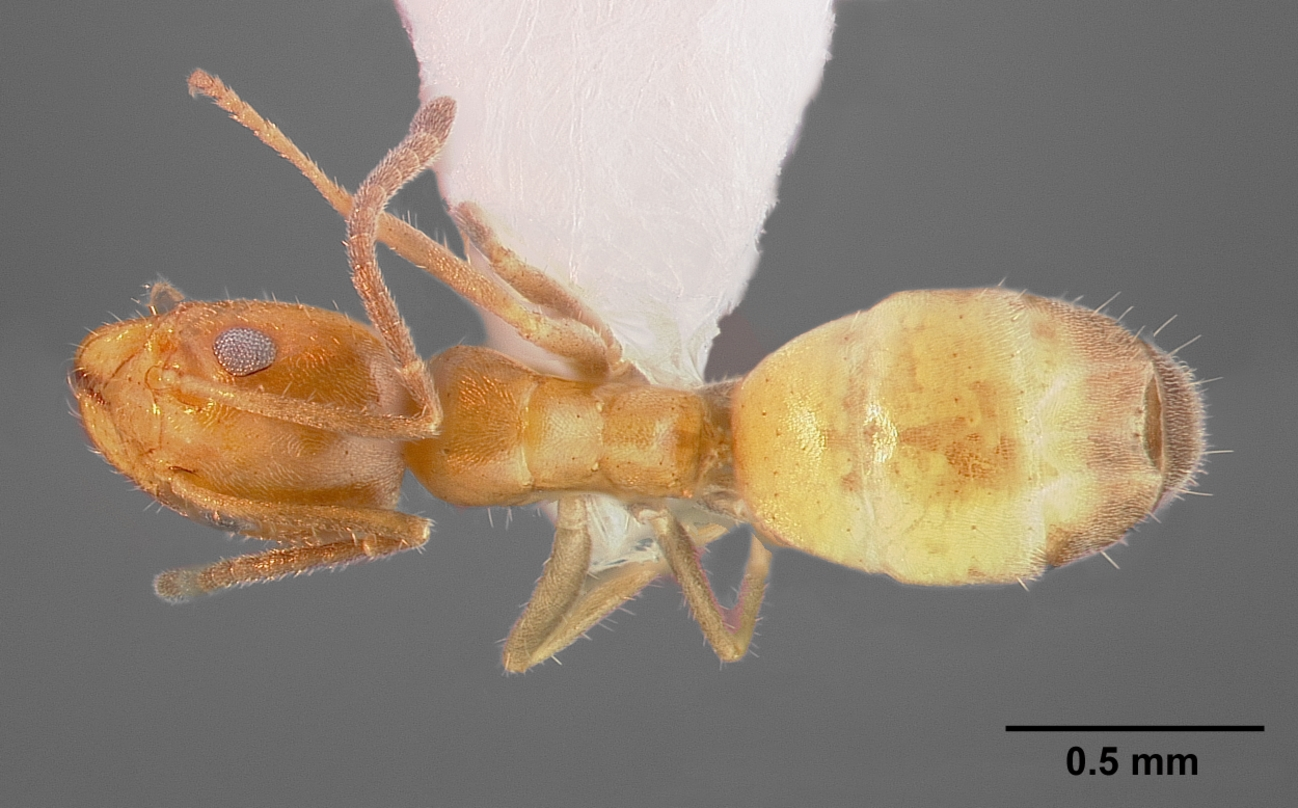
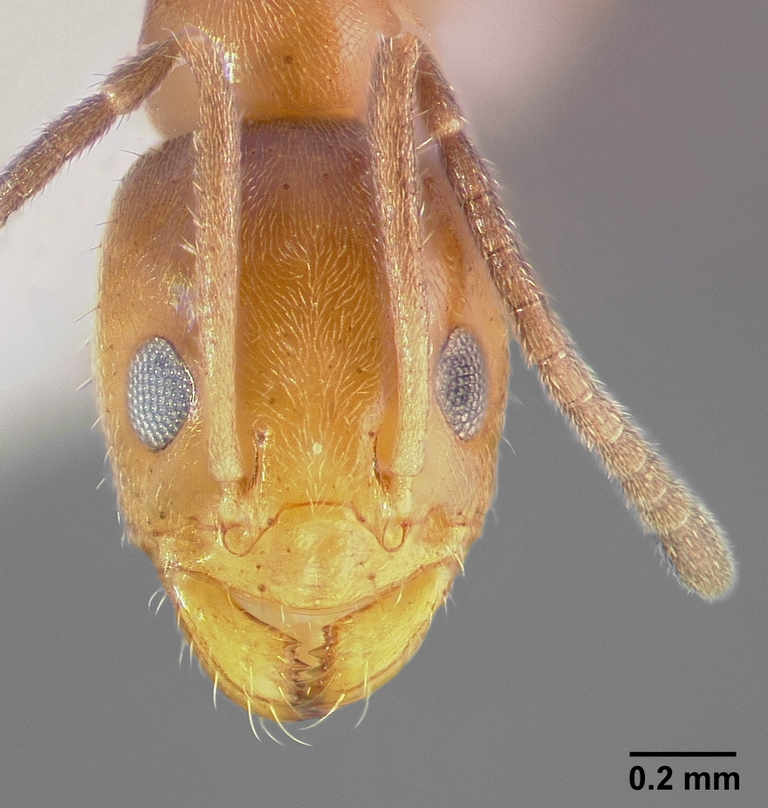
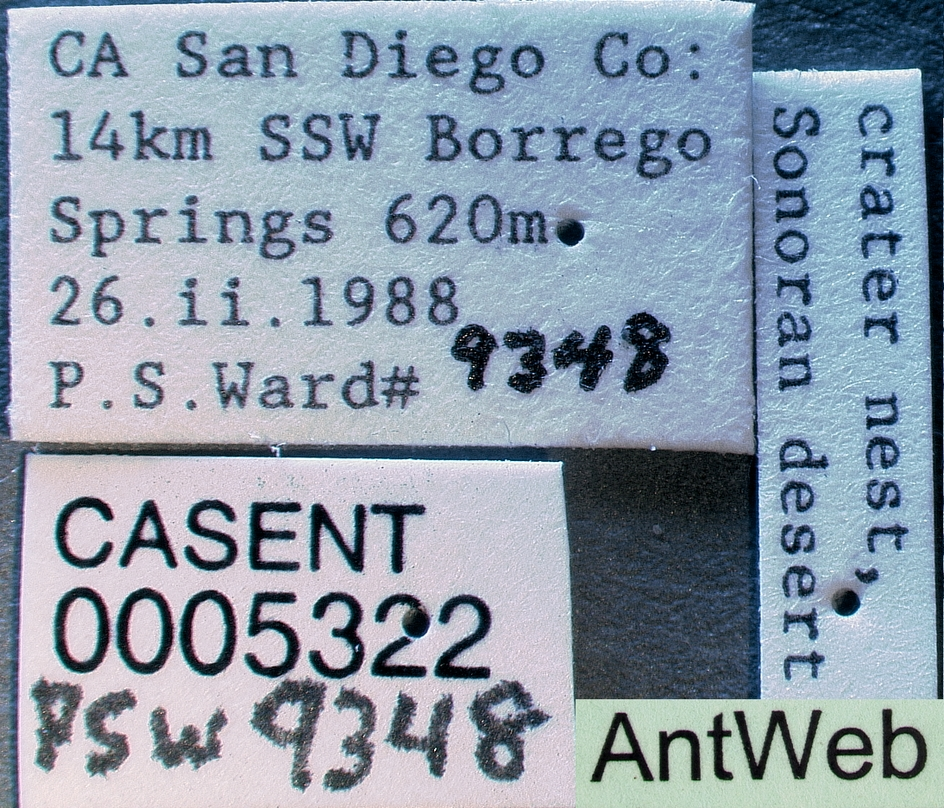
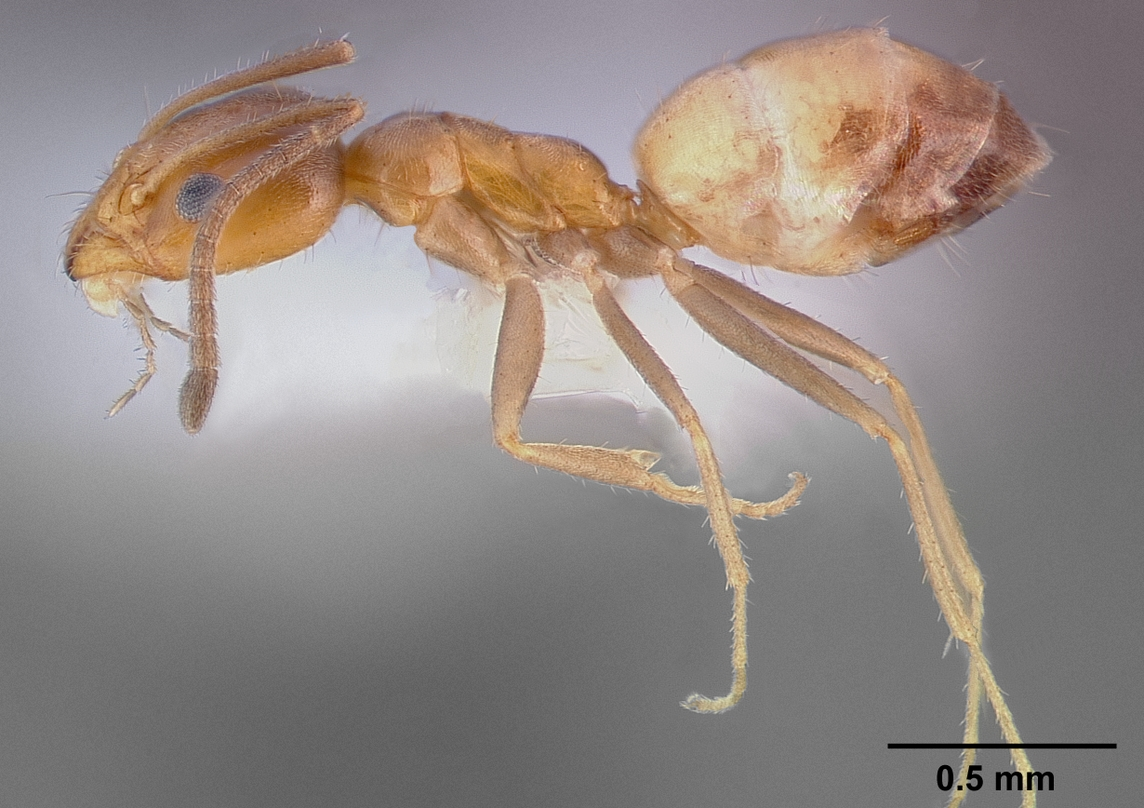
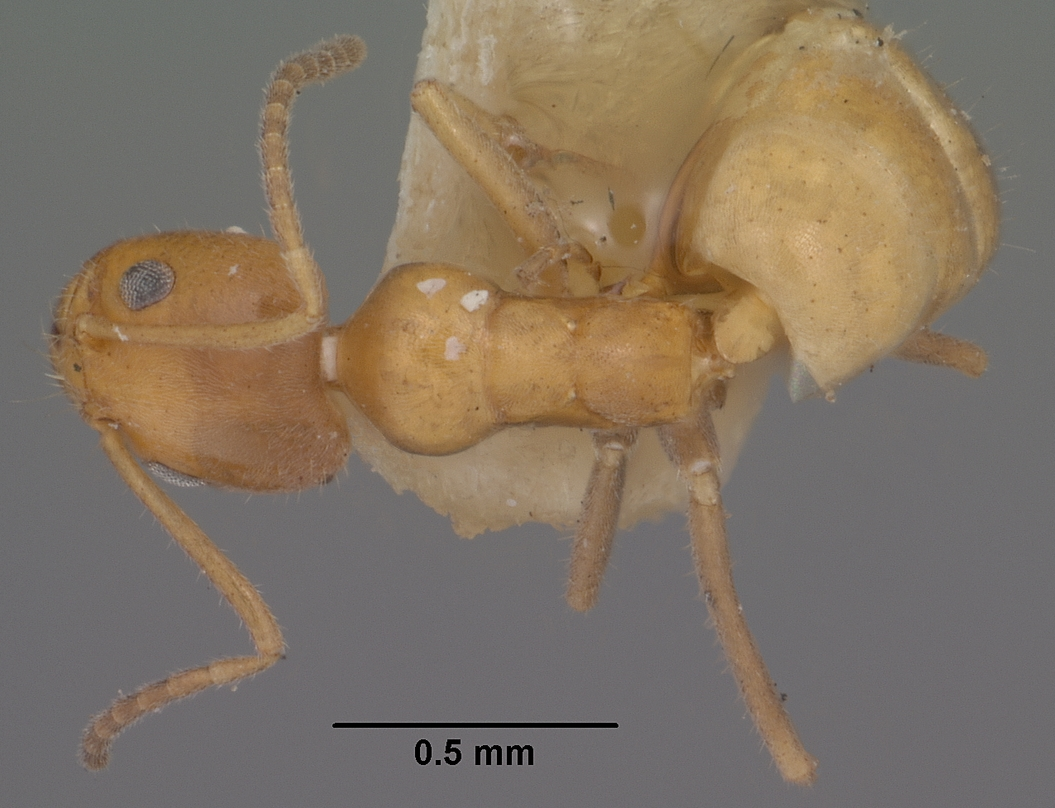
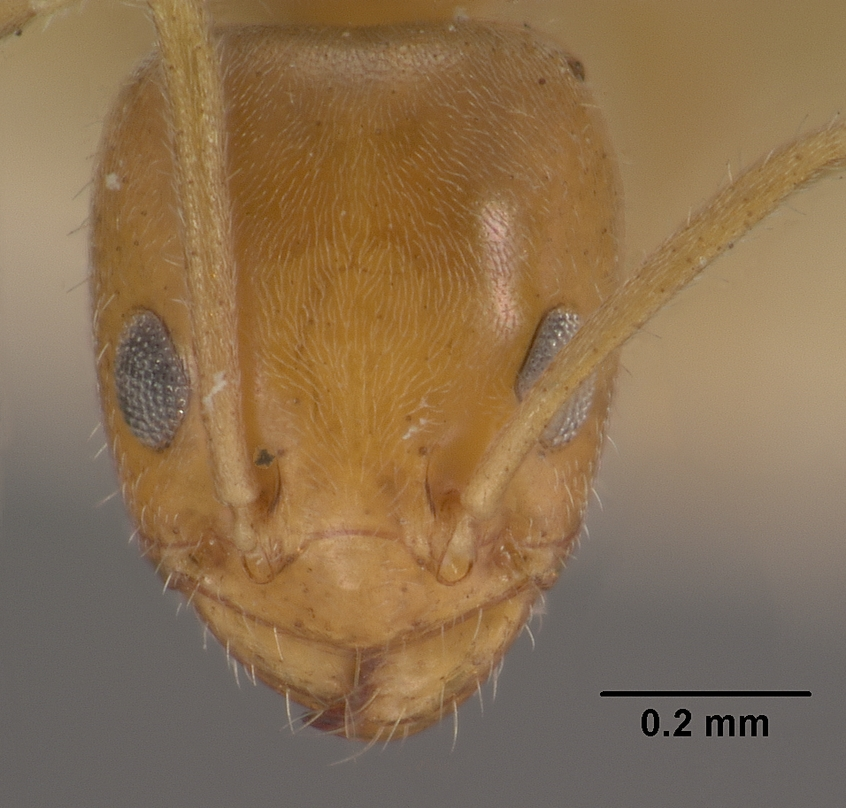